# Daniel Lois
Daniel Lois (* 1978) ist ein deutscher Soziologe.

## Leben
Nach dem Abschluss des Magisterstudiums an der RWTH Aachen 2004, Hauptfach: Soziologie, Gesamtnote ‚mit Auszeichnung‘ (1. Nebenfach: Politikwissenschaft 2. Nebenfach: Wirtschafts- und Sozialgeschichte Magisterarbeit zum Thema „Erwerbsbiografie in der Moderne - Eine empirische Analyse zur beruflichen Weiterbildung älterer Erwerbstätiger in NRW“) war er von 2005 bis 2012 wissenschaftlicher Mitarbeiter am Institut für Soziologie der TU Chemnitz, Professur für empirische Sozialforschung (Johannes Kopp). Nach der Promotion (Dr. phil.) 2008 mit dem Prädikat „summa cum laude“ am Institut für Soziologie der TU Chemnitz;Titel der Dissertation: „Entwicklungspfade nichtehelicher Lebensgemeinschaften – Eine empirische Analyse auf der Basis eines Lebensstilansatzes“ (Gutachter: Johannes Kopp, Bernhard Nauck, Paul B. Hill) vertrat er im Wintersemester 2011/2012 die W2-Professur für Soziologie an der Universität Eichstätt-Ingolstadt, Fakultät für Soziale Arbeit. Von 2012 bis 2013 lehrte er als Juniordozent (W1) für Methoden an der Wirtschafts- und Sozialwissenschaftlichen Fakultät der Universität Tübingen. Nach der Habilitation 2013 in Tübingen (Venia Legendi im Fach Soziologie); Titel der Habilitationsschrift: „,Wenn das Leben religiös macht‘ - Altersabhängige Veränderungen der kirchlichen Religiosität im Lebensverlauf“ (Gutachter: Steffen Hillmert, Gert Pickel, Johannes Kopp) vertrat er von 2013 bis 2015 die W2-Professur für Sozialwissenschaftliche Methodenlehre an der Universität der Bundeswehr München. Seit 2015 ist er Inhaber der W2-Professur für Sozialwissenschaftliche Methodenlehre an der Universität der Bundeswehr München.

## Schriften (Auswahl)
- Lebensstile und Entwicklungspfade nichtehelicher Lebensgemeinschaften. Eine empirische Analyse mit dem sozioökonomischen Panel. Wiesbaden 2009, ISBN 978-3-531-16650-6.
- Wenn das Leben religiös macht. Altersabhängige Veränderungen der kirchlichen Religiosität im Lebensverlauf. Wiesbaden 2013, ISBN 3-658-02635-9.
- mit Johannes Kopp: Sozialwissenschaftliche Datenanalyse. Eine Einführung. Wiesbaden 2014, ISBN 3-658-02299-X.
- mit Florian G. Hartmann: Hypothesen testen. Eine Einführung für Bachelorstudierende sozialwissenschaftlicher Fächer. Wiesbaden 2015, ISBN 3-658-10460-0.